# 班戈 (紐約州)
班戈（英語：Bangor）是一個位於美國紐約州富蘭克林縣的鎮。

## 人口
根據2020年美國人口普查的數據，班戈的面積為111.68平方千米，皆為陸地。當地共有人口2231人，而人口密度為每平方千米20人。